# 能美根上駅
能美根上駅（のみねあがりえき）は、石川県能美市大成町にある、IRいしかわ鉄道線の駅であり、同市唯一の鉄道駅。
本項目では、当駅に隣接し乗換駅だった、北陸鉄道能美線の新寺井駅（しんてらいえき）についても記載する。

## 歴史

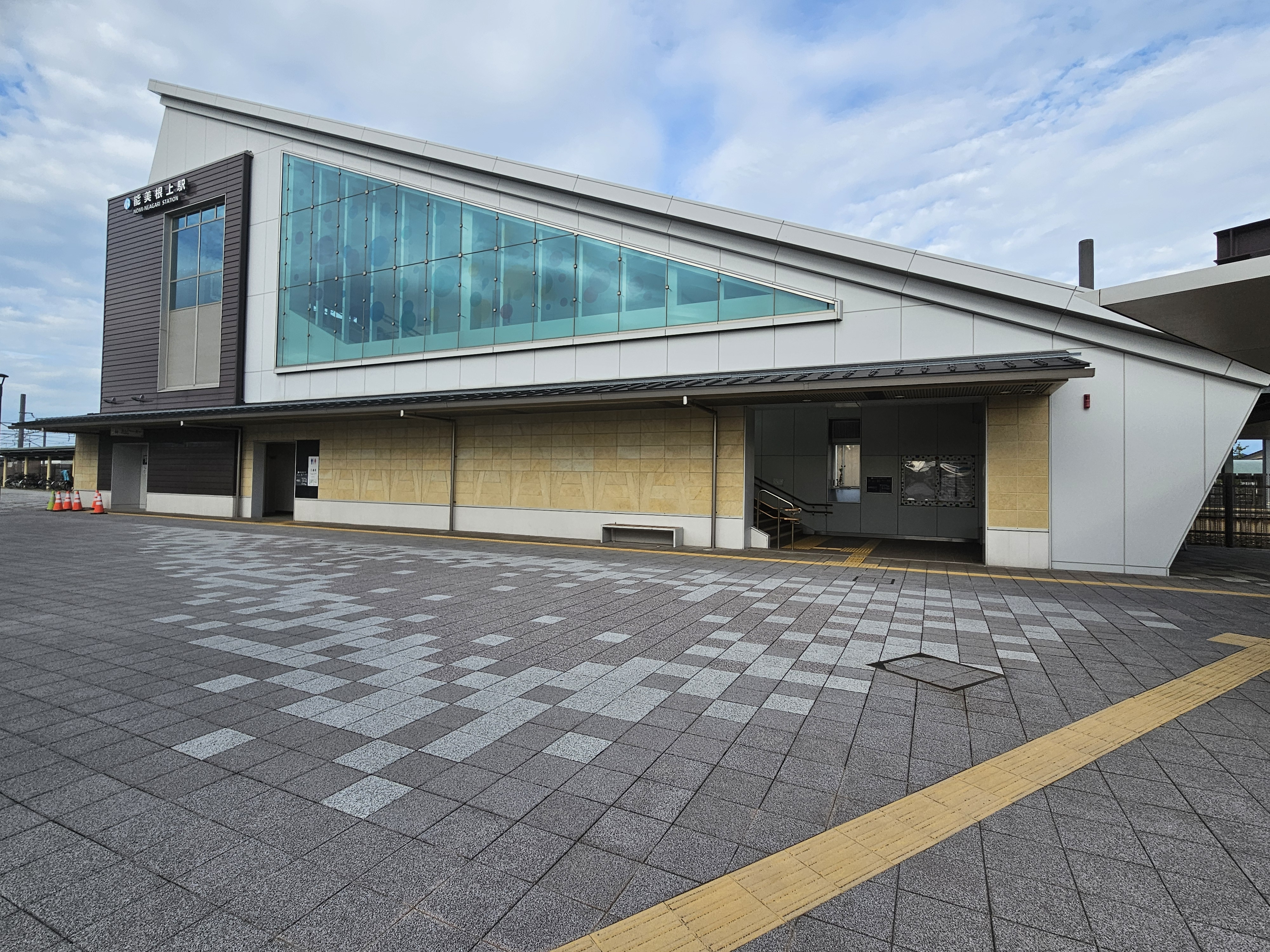
西口（2025年8月）

- 1912年（大正元年）12月20日：国有鉄道北陸本線の小松駅 - 小舞子仮停車場間に寺井駅（てらいえき）として新設開業（一般駅）[1][2][9]。
- 1968年（昭和43年）5月：駅舎改築[10]。
- 1985年（昭和60年）3月14日：荷物の取り扱いを廃止[9]。
- 1987年（昭和62年）4月1日：国鉄分割民営化に伴い、西日本旅客鉄道（JR西日本）・日本貨物鉄道（JR貨物）の駅となる[9]。
- 2012年（平成24年）[2]8月27日：仮駅舎の使用を開始。
- 2013年（平成25年）4月1日：JR貨物の駅が廃止され、貨物の取り扱いが終了[11]。
- 2014年（平成26年）3月9日：橋上駅舎の使用を開始[12][13]。
  - 本線西側に沿って1 kmほど北上し電気化学工業根上サービスステーションの荷役設備へ至る専用線があった[14][15]。この専用線は、青海駅から当駅まで輸送されてきたセメントを施設まで輸送するために使用されていたが、2004年ごろに廃止された。廃止前は車扱貨物臨時駅となっていた[15]。
- 2015年（平成27年）
  - 3月1日：東口と西口の駅前広場、および、駐車場と駐輪場が完成[7]。
  - 3月14日：能美根上駅（のみねあがりえき）に改称[6][8]。
- 2017年（平成29年）4月15日：ICカード「ICOCA」の利用が可能になる[16][17][18][19][20]。
- 2022年（令和4年）
  - 8月31日：みどりの窓口の営業を終了[21][22]。
  - 9月1日：終日無人化[4][5][22]。
- 2024年（令和6年）3月16日：北陸新幹線 金沢駅 - 敦賀駅延伸開業に伴い、IRいしかわ鉄道の駅になる。
- 2025年（令和7年）3月15日：金沢駅 - 大聖寺駅に快速が新設され、停車駅となる[23]。

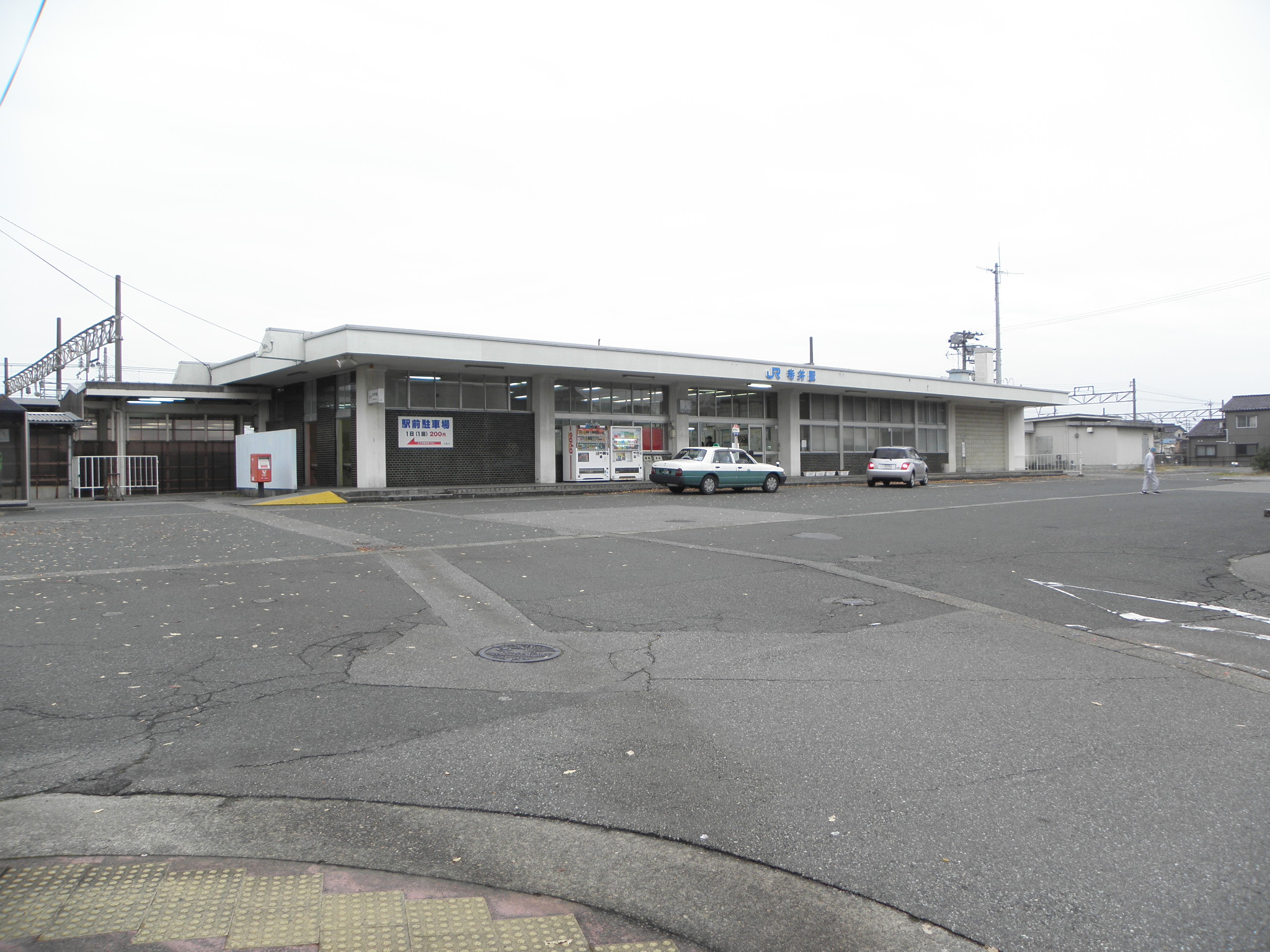
旧駅舎と駅前（2010年11月）
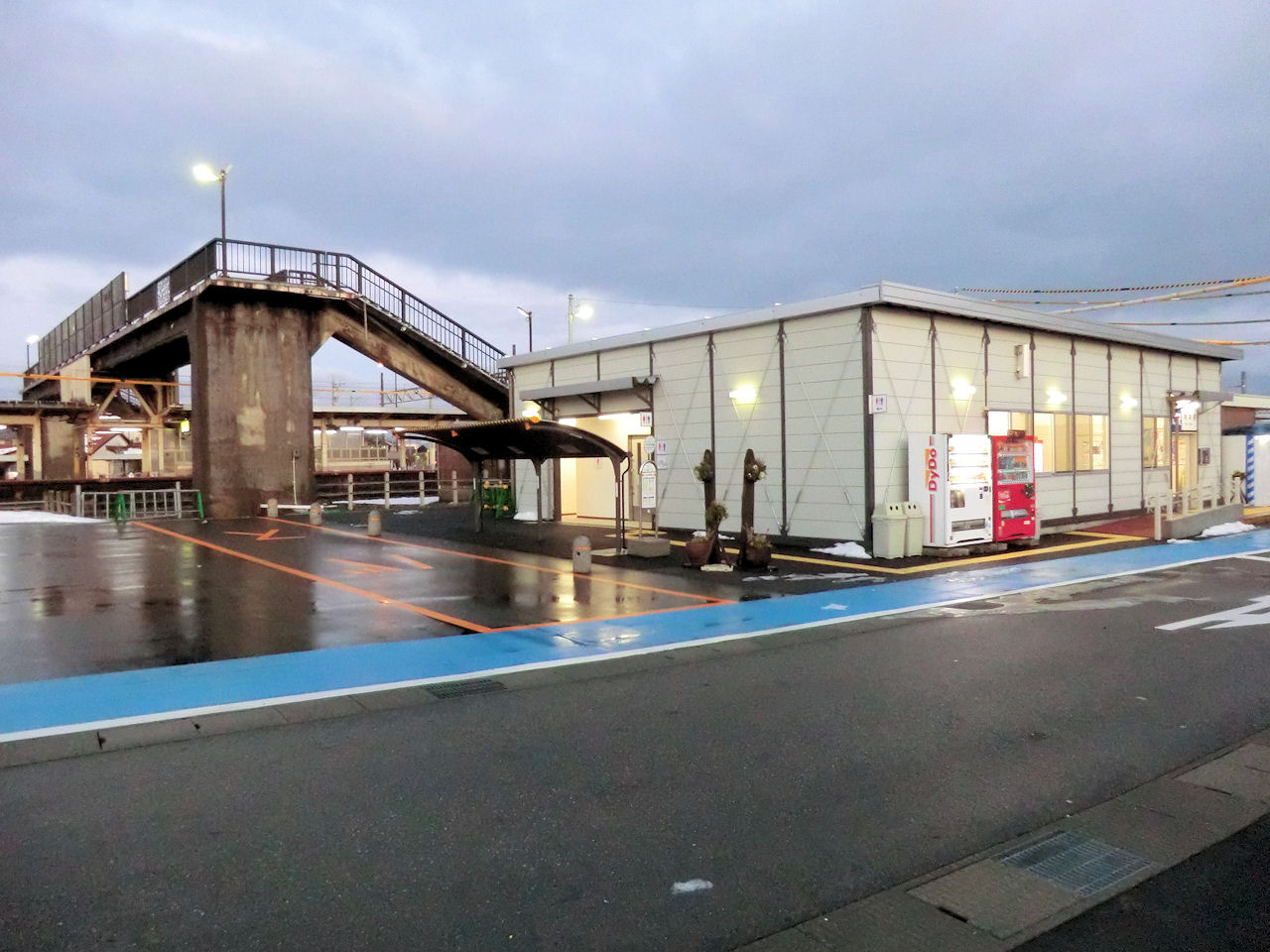
仮駅舎（2012年12月）
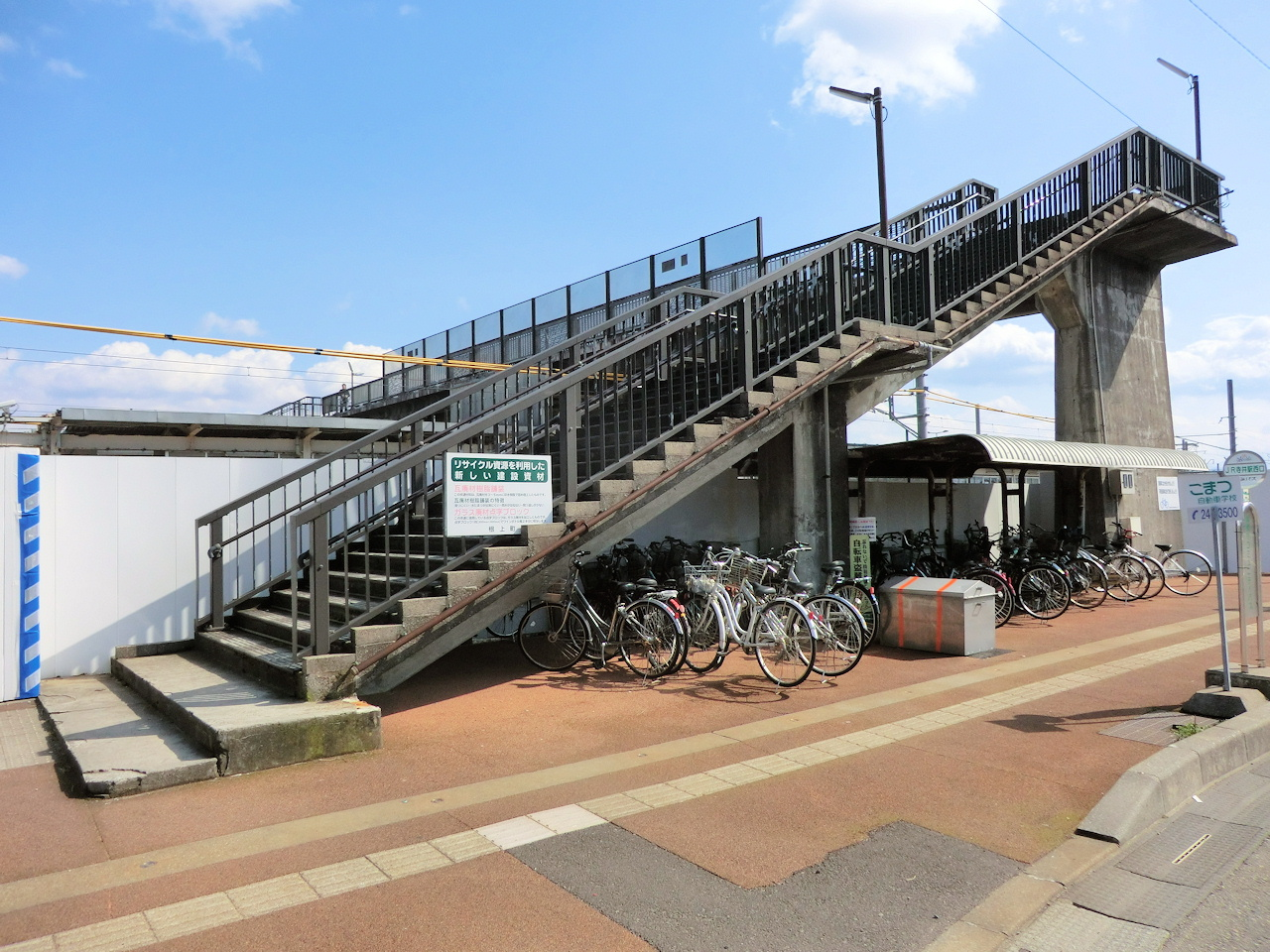
かつて駅前にあった跨線橋（2014年3月）

## 駅構造
島式ホーム1面2線と側線1本を有する地上駅。カーブの途中にあり、列車は傾いた状態で停車する。乗降確認用の監視カメラが、ホームの端に設置されている。旧寺井駅ではコンクリート平屋建ての駅舎を線路東側に備え、ホームとは地下道で連絡していた。駅舎の橋上化工事により、2012年8月27日から仮駅舎に移行し、2014年3月9日に橋上駅舎が使用開始となった。なお、この時すでに2015年3月14日の「能美根上駅」への駅名改称が予定されており、この橋上駅舎の外壁部分には改称まで駅名が掲げられていなかった。
小松駅が管理する無人駅。自動改札機は設置されていないが、代わりに入場印字機がある。
駅周辺のにぎわい創出事業により2026年（令和8年）3月に旧駅務室にカフェが設置され、地域の交流拠点とするとともに、常駐の担当者が乗降をサポートする体制となる。
列車接近時には接近メロディーが流れる。北陸本線で汎用的に使われている曲が流れているが、2015年3月1日から2017年3月末まで及び2024年3月16日からは地元能美市出身の加賀大介が作詞した「栄冠は君に輝く」が使われている。なお、2017年4月から2024年3月15日までは、上りホームは「エリーゼのために」が、下りホームは、「アニー・ローリー」、同時入線は「村の鍛冶屋」が使用されていたが、全線開業後に西松任駅に「エリーゼのために」、「村の鍛冶屋」が移された。

### のりば
| のりば | 路線              | 方向 | 行先           |
| ------ | ----------------- | ---- | -------------- |
| 1      | ■IRいしかわ鉄道線 | 上り | 小松・福井方面 |
| 2      | ■IRいしかわ鉄道線 | 下り | 金沢方面       |

- ホーム上では長らくのりば番号が設定されていなかったが、2018年までに設定された。

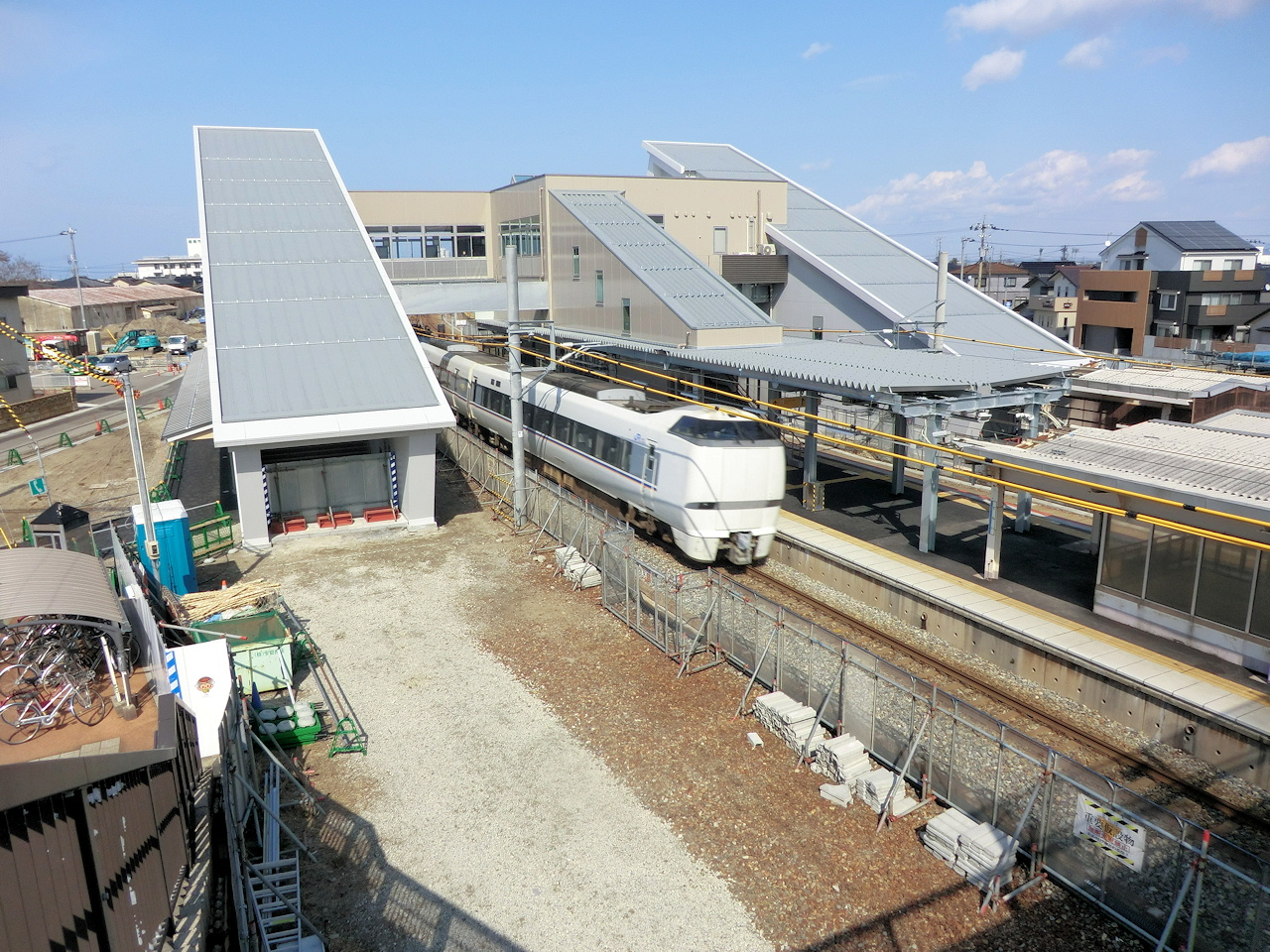
構内（2014年3月、駅前にあった跨線橋より撮影）
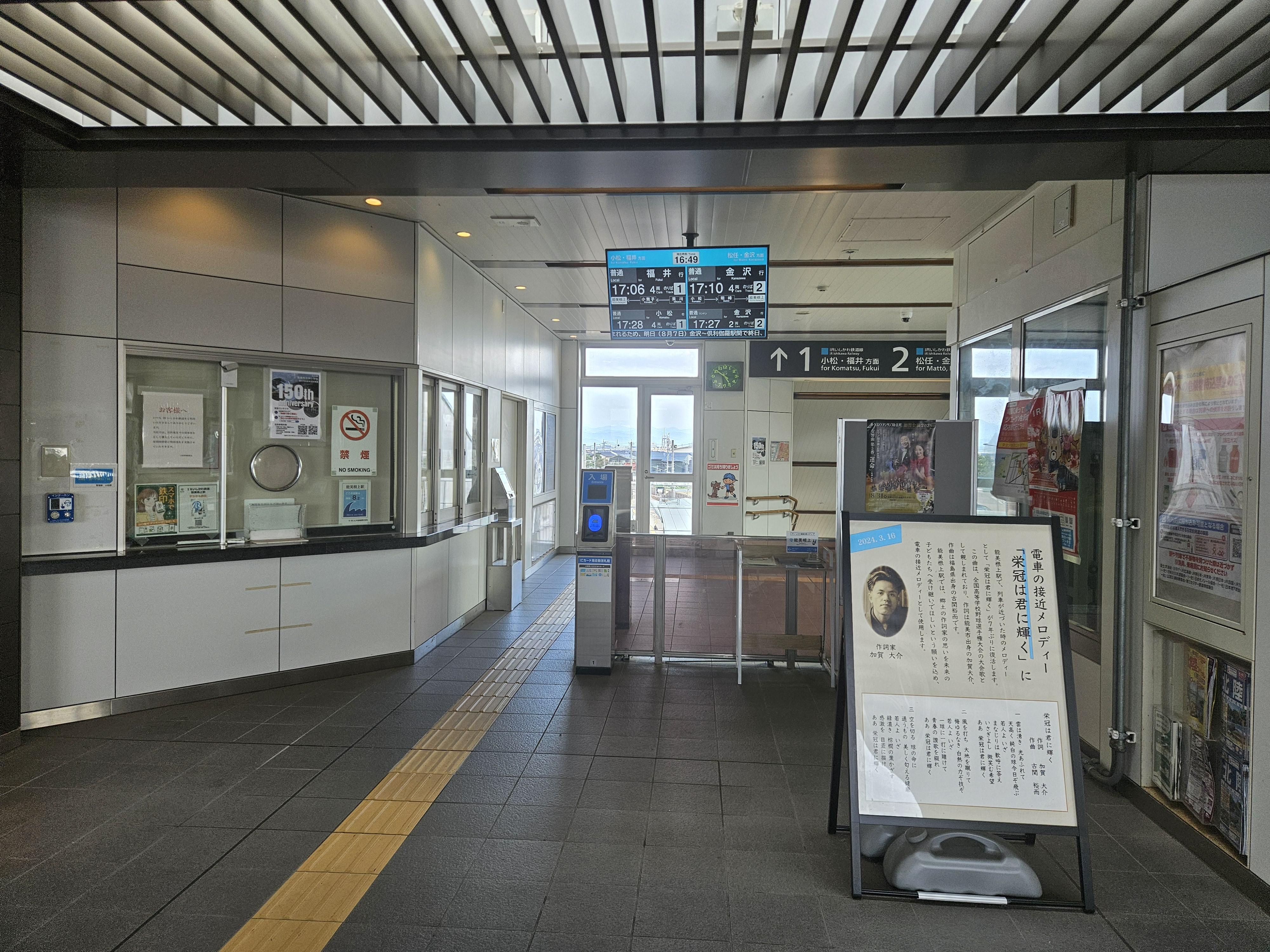
改札口（2025年8月）
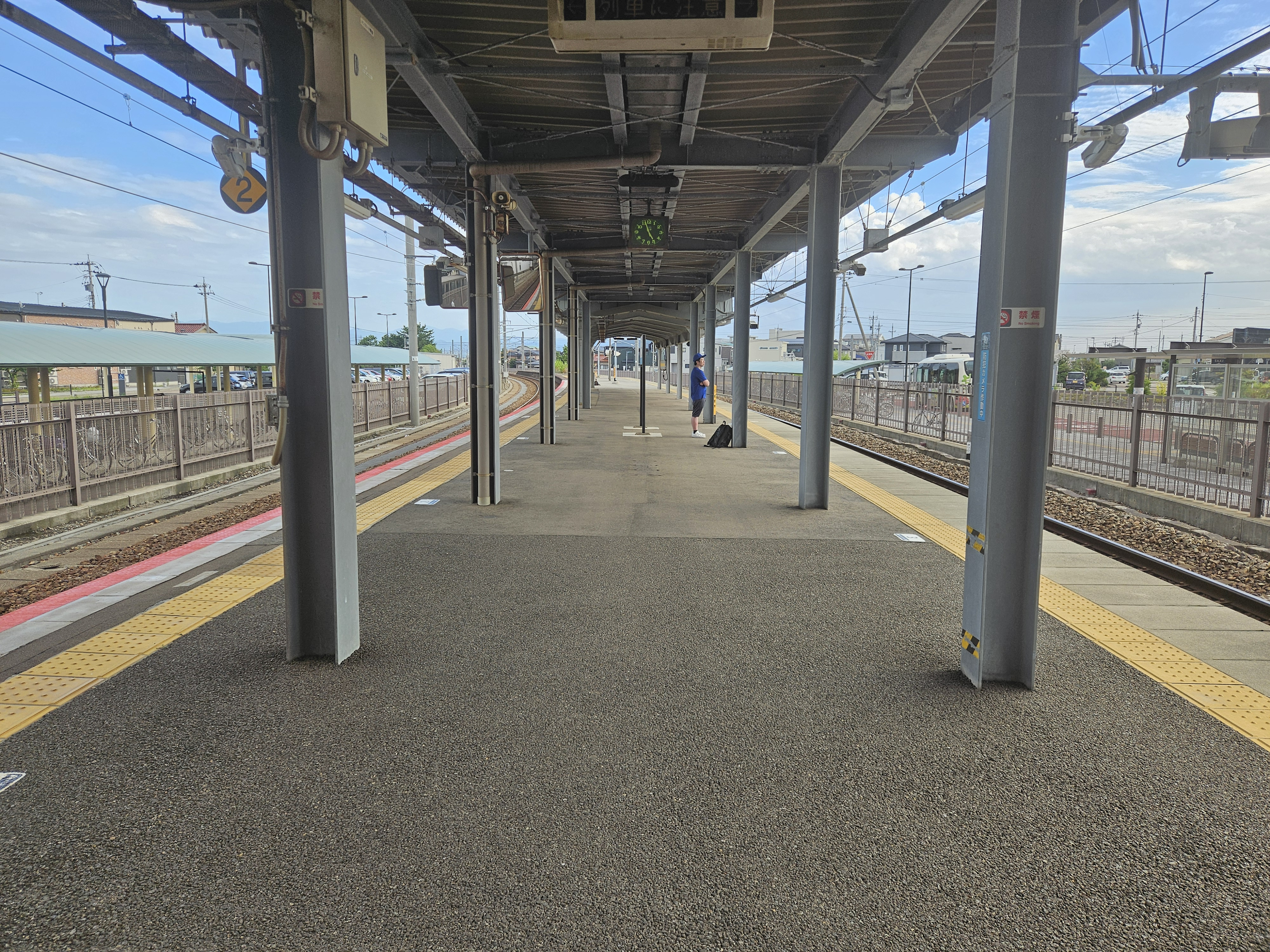
プラットホーム（2025年8月）

## 利用状況
2019年（令和元年）度の1日平均乗車人員は1,291人である。
「石川県統計書」と「能美市統計書」によると、近年の1日平均乗車人員の推移は以下の通りである。
| 年度   | 1日平均 乗車人員 |
| ------ | ---------------- |
| 1996年 | 972              |
| 1997年 | 901              |
| 1998年 | 859              |
| 1999年 | 860              |
| 2000年 | 821              |
| 2001年 | 843              |
| 2002年 | 816              |
| 2003年 | 834              |
| 2004年 | 802              |
| 2005年 | 798              |
| 2006年 | 833              |
| 2007年 | 889              |
| 2008年 | 946              |
| 2009年 | 928              |
| 2010年 | 978              |
| 2011年 | 1,016            |
| 2012年 | 1,023            |
| 2013年 | 1,082            |
| 2014年 | 1,074            |
| 2015年 | 1,217            |
| 2016年 | 1,214            |
| 2017年 | 1,257            |
| 2018年 | 1,284            |
| 2019年 | 1,291            |

## 駅周辺

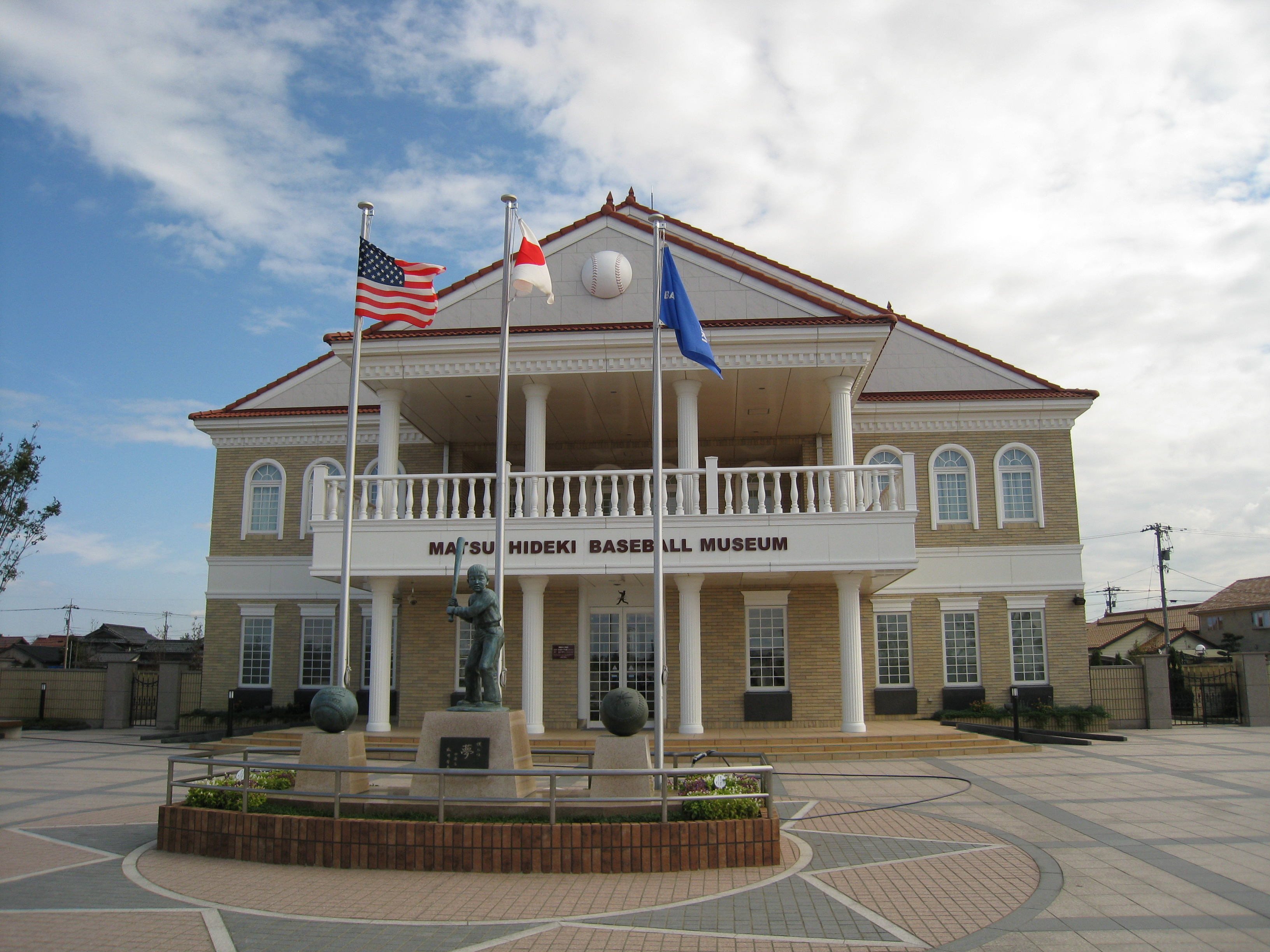
松井秀喜ベースボールミュージアム

「寺井駅」と称していたが、駅の位置は能美市根上地区（旧・能美郡根上町）の中心部近くにあたり、旧駅名の由来である能美市寺井地区（旧・能美郡寺井町）は当駅から約1 km東の場所にある。このため、能美市は市名と地区名を合わせた駅名として「能美根上駅」に改称するようJR西日本に要望し、2015年3月14日に改称された。
能美根上駅については2026年（令和8年）3月に向けて再整備が進められている。旧駅務室をカフェに改装するほか、辰口中央児童館横の「のみでん広場」で展示されていたモハ3761を駅東口の駅前広場に移設することとなった。
- 根上大浜郵便局
- 能美市根上窓口センター
- 能美市立浜小学校
- 能美市立根上中学校
- 能美市立病院
- マルエー 根上店

## バス路線
かつて能美線代替バス（北陸鉄道→加賀白山バス「能美線」）が鶴来駅から根上（一部美川駅）まで運行していたが、北陸鉄道の分社化などに伴い、旧根上 - 旧寺井の部分がカットされ、旧辰口町内の倉重や旧寺井町の寺井史跡公園前で折り返しとなった。しかし寺井・辰口・根上の3町合併により再び寺井駅まで延伸された。2006年にはこの他旧寺井町のコミュニティバスが旧辰口町内まで延伸されるようになった。しかし、路線バス「能美線」は2007年12月31日をもって全線が廃止された。廃止後は能美市コミュニティバスと北陸先端科学技術大学院大学のシャトルバスが同路線の代替を引き継いだ。
2020年時点で、駅前からは以下のコミュニティバスが運行されている。
- のみバス「連携バス」
  - 寺井中央、辰口福祉会館、北陸先端科学技術大学院大学、鶴来駅方面行き
- のみバス「根上地区循環バス」
  - 山口方面
  - 赤井方面
  - 中ノ江方面
  - 吉野釜屋方面

## 隣の駅
IRいしかわ鉄道
■IRいしかわ鉄道線
■快速
小松駅 - 能美根上駅 - 松任駅
■普通
明峰駅 - 能美根上駅 - 小舞子駅

## 北陸鉄道 新寺井駅

### 概要
能美線の始発駅で、国鉄駅の東側に位置。駅構造は、開業時から廃止時まで単式ホーム1本。ホームは線路の東側に置かれ、国鉄駅との間に挟まれるように貨物側線があった。北陸本線との間には、貨車受け渡しのための連絡線があった。1960年代の駅舎および駅入口は比較的広く、入口上部には「手取遊園・獅子吼高原・辰口温泉行電車のりば」の表示があったが、晩年は駅舎・入口ともに小さくなり、入口上部の表示も「辰口温泉・鶴来・白山下方面行電車のりば」と改まっていた。

### 歴史
- 1925年（大正14年）8月13日：能美電気鉄道線の本寺井 - 新寺井間開業により、当駅開業[33][34]。
- 1928年（昭和3年）11月30日（届出）：ホームが擁壁表面とともにコンクリート化して拡幅[31]。
- 1935年（昭和10年）11月30日（届出）：駅舎内に売店を新設[31]。
- 1980年（昭和55年）9月14日：能美線廃止に伴い新寺井駅廃止[35][36]。

### 隣の駅
北陸鉄道
能美線
新寺井駅 - 加賀福岡駅